# Campeonato da Região Serrana de 2016
O Campeonato da Região Serrana 2016 ou Copa Larry Pinto de Faria - Região Norte foi a quarta edição da competição. A competição foi realizada no segundo semestre e envolve clubes de futebol profissional oriundos da Serra e Norte do Estado. Ocorreu de forma paralela aos Campeonatos Regionais das regiões Sul-Fronteira e Metropolitana, já que os campeões de cada região disputaram em dezembro a fase final da Super Copa Gaúcha de 2016, juntamente com a equipe não-campeã de melhor campanha.

## Fórmula de Disputa
O Campeonato da Região Norte de 2016 foi disputado em três fases, sendo: 

- 1ª Fase – Todos os clubes se enfrentaram em partidas de ida e volta, totalizando dez rodadas;
- 2ª Fase – Semifinal, onde os quatro primeiros colocados se enfrentaram em cruzamento olímpico com a partida de volta na casa da equipe melhor colocada;
- 3ª Fase - Final, onde os vencedores das semifinais se enfrentaram para decidir o campeão, sendo o jogo da volta na casa da equipe que teve melhor aproveitamento durante o campeonato.

## Fase Classificatória
| Grupo B | Grupo B             | Grupo B | Grupo B | Grupo B | Grupo B | Grupo B | Grupo B | Grupo B | Grupo B | Grupo B |
| Pos     | Times               | Pts     | J       | V       | E       | D       | GP      | GC      | SG      | %       |
| ------- | ------------------- | ------- | ------- | ------- | ------- | ------- | ------- | ------- | ------- | ------- |
| 1       | Ypiranga de Erechim | 23      | 10      | 7       | 2       | 1       | 20      | 4       | 16      | 77%     |
| 2       | Caxias              | 18      | 10      | 5       | 3       | 2       | 18      | 6       | 12      | 60%     |
| 3       | Apafut              | 15      | 10      | 4       | 3       | 3       | 13      | 11      | 2       | 50%     |
| 4       | PRS/Garibaldi       | 12      | 10      | 3       | 3       | 4       | 7       | 10      | -3      | 40%     |
| 5       | Juventude           | 10      | 10      | 2       | 4       | 4       | 5       | 14      | -9      | 33%     |
| 6       | Atlético Carazinho  | 3       | 10      | 0       | 3       | 7       | 6       | 24      | -18     | 10%     |

| Resultados (Resumo) | Resultados (Resumo) | Resultados (Resumo) | Resultados (Resumo) | Resultados (Resumo) | Resultados (Resumo) | Resultados (Resumo) |
| Clube               | APA                 | ATC                 | CAX                 | JUV                 | PRS                 | YPI                 |
| ------------------- | ------------------- | ------------------- | ------------------- | ------------------- | ------------------- | ------------------- |
| Apafut              |                     | 4 – 0               | 0 – 0               | 0 – 1               | 1 – 1               | 0 – 4               |
| Atlético Carazinho  | 1 – 3               |                     | 1 – 1               | 2 – 2               | 0 – 1               | 0 – 3               |
| Caxias              | 1 – 0               | 5 – 0               |                     | 5 – 0               | 2 – 0               | 0 – 1               |
| Juventude           | 0 – 1               | 1 – 1               | 0 – 0               |                     | 0 – 0               | 0 – 3               |
| PRS/Garibaldi       | 2 – 3               | 1 – 0               | 0 – 3               | 2 – 0               |                     | 0 – 0               |
| Ypiranga de Erechim | 1 – 1               | 3 – 1               | 4 – 1               | 0 – 1               | 1 – 0               |                     |

|  |                                       |
|  | Equipes classificadas à Segunda Fase. |

## Fase Final
|  | Semifinais          | Semifinais  | Semifinais | Semifinais |   |                     | Final | Final | Final | Final |
|  |                     |             |            |            |   |                     |       |       |       |       |
|  | Ypiranga de Erechim | 2           | 4          | 6          |   |                     |       |       |       |       |
|  | PRS/Garibaldi       | 0           | 0          | 0          |   |                     |       |       |       |       |
|  | PRS/Garibaldi       | 0           | 0          | 0          |   | Ypiranga de Erechim | 2     | 2     | 4     |       |
|  |                     |             |            |            |   | Ypiranga de Erechim | 2     | 2     | 4     |       |
|  |                     | Caxias (gf) | 1          | 3          | 4 |                     |       |       |       |       |
|  | Caxias              | Caxias (gf) | 1          | 3          | 4 | 1                   | 1     | 2     |       |       |
|  | Caxias              |             |            |            |   | 1                   | 1     | 2     |       |       |
|  | Apafut              | 0           | 1          | 1          |   |                     |       |       |       |       |

* Em itálico o mandante do primeiro jogo. Em negrito o vencedor do confronto.

### Semifinais
Jogos de Ida
| Domingo, 16 de outubro | PRS/Garibaldi | 0 – 2 | Ypiranga de Erechim       | Estádio Alcides Santarosa, Garibaldi                        |
| 16:00                  |               |       | 6' Danilinho · 89' Maycon | Público: 10 Renda: R$ 100,00 Árbitro: RS Peterson L. Regert |

| Terça-feira, 18 de outubro | Apafut | 0 – 1 | Caxias   | Homero Soldatelli, Flores da Cunha                                    |
| 20:00                      |        |       | 4' Tinga | Público: 66 Renda: R$ 1.320,00 Árbitro: RS Marcelo Cavalheiro Pereira |

Jogos de Volta
| Sexta-feira, 21 de outubro | Ypiranga de Erechim                                              | 4 – 0 | PRS/Garibaldi | Colosso da Lagoa, Erechim                                 |
| 20:15                      | Carlão Farias 18' · Maycon 22' · Tulio Renan 53' · Joãozinho 73' |       |               | Público: 50 Renda: R$ 685,00 Árbitro: RS Luciano Prudente |

| Sábado, 22 de outubro | Caxias     | 1 – 1 | Apafut    | Centenário, Caxias do Sul                                      |
| 16:30                 | Marlon 30' |       | 68' Diego | Público: 139 Renda: R$ 1.420,00 Árbitro: RS Peterson L. Regert |

### Final
Jogo de Ida
| Sábado, 29 de outubro | Caxias   | 1 – 2 | Ypiranga de Erechim             | Centenário, Caxias do Sul                                        |
| 16:00                 | Gian 48' |       | 62' Danilinho · 69' Tulio Renan | Público: 251 Renda: R$ 2.680,00 Árbitro: RS Lucas Guimarães Horn |

Jogo de Volta
| Domingo, 6 de novembro | Ypiranga de Erechim         | 2 – 3 | Caxias                                    | Colosso da Lagoa, Erechim                                                  |
| 17:00                  | Tulio Renan 3' · Maycon 38' |       | 6' Léo Mineiro · 16', 45+1' Diego Miranda | Público: Não divulgado Renda: Não divulgada Árbitro: RS Peterson L. Regert |

## Premiação
| Campeonato - Região Norte de 2016 |
| --------------------------------- |
| Caxias Campeão (1.º título)       |

## Estatísticas

### Público
Maiores Públicos
Menores Públicos
- PP: ^ Considera-se apenas o público pagante.
- Não são considerados jogos com portões fechados.

### Artilharia
| Pos. | Jogador        | Equipe              | Gols |
| ---- | -------------- | ------------------- | ---- |
| 1º   | Léo Mineiro    | Caxias              | 7    |
| 2º   | Diego          | Apafut              | 5    |
| 2º   | Maycon         | Ypiranga de Erechim | 5    |
| 4º   | Fischer        | Apafut              | 4    |
| 4º   | Léo            | Ypiranga de Erechim | 4    |
| 4º   | Lorran         | Caxias              | 4    |
| 7º   | Diego Miranda  | Caxias              | 3    |
| 7º   | Raphael Alemão | Ypiranga de Erechim | 3    |
| 7º   | Túlio Renan    | Ypiranga de Erechim | 3    |